# Turquía en los Juegos Olímpicos de Innsbruck 1976
Turquía estuvo representada en los Juegos Olímpicos de Innsbruck 1976 nueve deportistas masculinos que compitieron en dos deportes.
El equipo olímpico turco no obtuvo ninguna medalla en estos Juegos.